# Oxford (Kansas)
Pour les articles homonymes, voir Oxford (homonymie).
Oxford est une ville américaine située dans le comté de Sumner, au Kansas. Selon le recensement de 2020, sa population est de 1 048 habitants.